# کاماراتا
کاماراتا (به ایتالیایی: Cammarata) یک کومونه در ایتالیا است که در استان آگریجنتو واقع شده‌است.

## خصوصیات
کاماراتا ۱۹۲٫۳ کیلومترمربع مساحت و ۶٬۴۱۶ نفر جمعیت دارد و ۶۸۲ متر بالاتر از سطح دریا واقع شده‌است.